# Bulbul cul-d'or
Pycnonotus aurigaster
Espèce
Statut de conservation UICN

 LC  : Préoccupation mineure
Le Bulbul cul d'or (Pycnonotus aurigaster) est une espèce de passereau appartenant à la famille des Pycnonotidae.

## Répartition

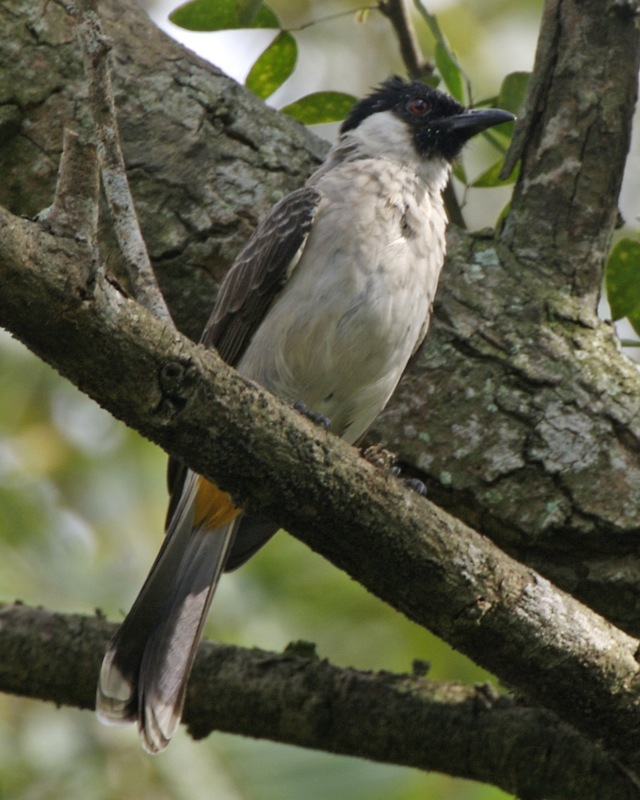
dans un zoo (Semarang, Indonésie)

Son aire s'étend sur le sud de la Chine et l'Asie du Sud-Est.

## Habitat
L'oiseau vit en plaine, dans les forêts tropicales ou subtropicales humides.

## Sous-espèces
D'après Alan P. Peterson, il existe neuf sous-espèces :
- Pycnonotus aurigaster aurigaster (Vieillot, 1818) ;
- Pycnonotus aurigaster chrysorrhoides (Lafresnaye, 1845) ;
- Pycnonotus aurigaster dolichurus Deignan, 1949 ;
- Pycnonotus aurigaster germani (Oustalet, 1878) ;
- Pycnonotus aurigaster klossi (Gyldenstolpe, 1920) ;
- Pycnonotus aurigaster latouchei Deignan, 1949 ;
- Pycnonotus aurigaster resurrectus Deignan, 1952 ;
- Pycnonotus aurigaster schauenseei Delacour, 1943 ;
- Pycnonotus aurigaster thais (Kloss, 1924).